# Josef Staněk
Josef Staněk (15. února 1887 Měrovice nad Hanou – 7. července 1947 Brno) byl český pedagog, literární historik a kritik, autor literárních příruček a stručných popularizačních monografií, editor, redaktor, překladatel z angličtiny a němčiny.

## Životopis

### Školní léta
Narodil se jako nejstarší z 8 dětí domkaře, později dozorce severní dráhy, Leopolda Stanieka (1856–1945) a Jenovefy Králíkové (1859–1919). Jeho sourozenci byli: Jan Staněk (1888–1957), Marie Aloisie Staňková (1891–1939), Františka Fuchsová-Staňková (1893–1967), Aloisie Staňková (1895–1986), Metoděj Cyril Staněk (1897–1961), Anna Motalíková-Staňková (1899–1974) a Vojtěch Staněk (1905).
V letech 1893–1898 navštěvoval obecnou školu na Dvoutřídní obecné škole v Měrovicích nad Hanou. Správci školy byli Jan Bouchal, Jindřich Müller a Jan Urbánek, třídními pak Jan Bouchal, Ferdinand Parák, Josef Knapp a Jindřich Müller. Posledním rokem měl i katechetu – Františka Fučíka.
V letech 1898–1906 studoval na c. k. českém gymnasiu v Olomouci (nyní Slovanské gymnázium). Bydlel u krejčího Františka Svozila na Purkrabské 8, později na Kapucínské 13. Na gymnasiu studoval 8 let český jazyk, 8 let latinu, 7,5 roku němčinu, 6 let řečtinu a 4 roky francouzštinu. Dalšími předměty, které studoval, byly náboženství, zeměpis/dějepis, matematika, přírodopis, fyzika, filozofie, kreslení, zpěv, těsnopis český, těsnopis německý a tělocvik. Průměr všech jeho známek za studium byl 1,25. Mezi jeho učitele patřili Česlav Přichystal, dr. Jaromír Jedlička, dr. Josef Podpěra, Josef Vévoda, Karel Wellner, Karel Minařík a Maximilián Vrzal (ředitel gymnázia); třídními učiteli byli Vilém Večeřa (v 1. třídě), Jan Matoušek (ve 2. třídě), Antonín Nevole (ve 3.–8. třídě). Maturoval s vyznamenáním 22. června 1906. Studoval mj. s Františkem Keclíkem, Františkem Ryšánkem, Antonínem Šprincem a Františkem Tomkem, se kterými se potkal na studiích v Praze.
Ve studiu dále pokračoval v letech 1906–1910 na Filozofické fakultě v Praze, obory čeština a němčina. Jeho učiteli byli kromě jiných Tomáš Garrigue Masaryk, Arne Novák, Otakar Hostinský či Jan Krejčí. Doktorát získal roku 1916 prací „Evropa Svatopluka Čecha. Rozbor literárněhistorický“. Upravenou práci pak vydal v roce 1918 v časopise Listy filologické. V roce 1934 napsal vzpomínky na studium do Almanachu Hlávkovy studentské koleje.

### Pedagogická činnost

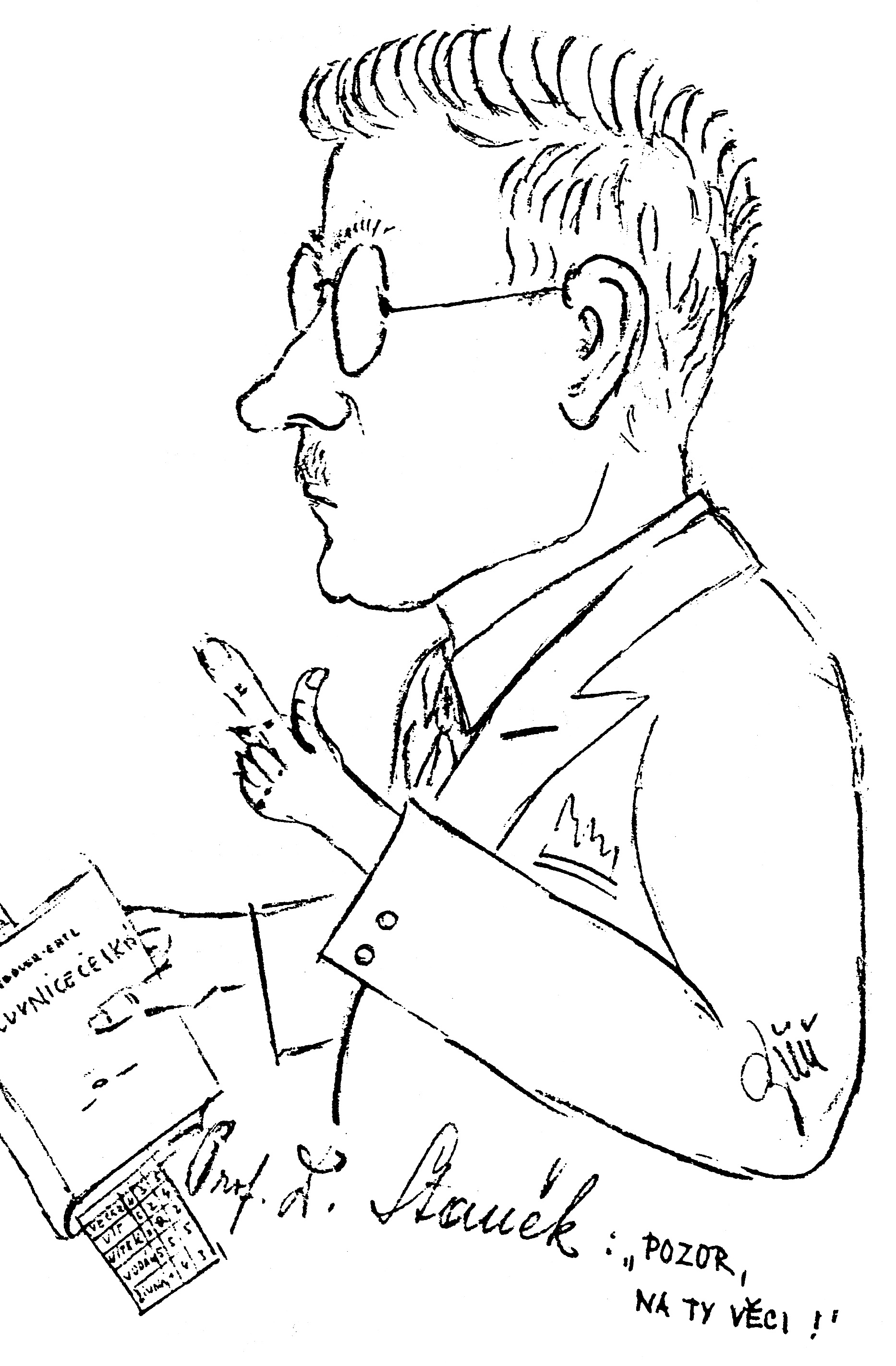
Karikatura Josefa Staňka roku 1933 od žáka 2. ročníku Učitelského ústavu Oldřicha Břeňka

Od roku 1911 začal učit na Českém státním reálném gymnasiu v Přerově (nyní Gymnázium Jakuba Škody). Vyučoval český, německý a francouzský jazyk. Spolu s ním zde vyučovali mj. také Josef Kudela, Václav Nešpor, Miroslav Sylla a Vincenc Vávra (ředitel). Dne 21. srpna 1913 se v Přerově oženil s Františkou Marií Mohaplovou (24. února 1895 Přerov – 6. ledna 1963 Brno). Dne 30. dubna 1914 se jim narodila dcera Blažena Zlámalová Staňková, 16. května 1917 syn Jaroslav Staněk.
Vojenskou prezenční službu vykonal roku 1915 nadvakrát: od 1. února do 28. února a potom od 15. července do 12. října. V roce 1917 se postupně podrobil lektorským zkouškám z francouzštiny 19. května a z angličtiny 21. května a zkoušce z těsnopisu (Gabelsberger) 25. května.
Třídním učitelem u maturitní třídy byl roku 1914. Jeho žáky byli mj. Františka Franklová-Hullerová, Jaromír Sekera. S výukou na tomto gymnáziu skončil roku 1920. V roce 1930 napsal vzpomínku na výuku v Přerově do Památníku 1870–1930 Gymnázia Jakuba Škody a v témže Památníku na straně 76 vzpomínal na Josefa Staňka, když byl za války v rakouských zákopech, žák Antonín Horák.
Dne 1. září 1920 byl přikázán službou, jako profesor ad pers. na gymnasiu v Přerově, Mužskému učitelskému ústavu v Brně. Od téhož data do 8. 3. 1939 vyučoval jako externista českou a světovou literaturu na Státní hudební a dramatické konzervatoři v Brně (nyní Konzervatoř Brno).
O rok později, 1. září 1921, se stal definitivním profesorem učitelského ústavu. Zde pak učil v období let 1920–1941 a znovu 1945–1947, mj. s učiteli Arnoštem Cahou, Janem Uhrem, Josefem Černíkem nebo Františkem Višinkou (ředitelem). Dne 18. února 1921 se mu narodila dcera Libuše Trnkalová Staňková.

15 let zde byl třídním učitelem: mezi jeho maturitními žáky byli např. Antonín Holomek, Arnošt Hapala, Augustin Řezanina, Bohumil Sláma, Bohuslav Hrudička, Ferdinand Kratochvil, František Neužil, Jan Šmarda, Jaromír Tejkal, Jaroslav Kux, Jaroslav Sojka, Karel Sochor, Ladislav Bartoš, Leopold Kunc, Oldřich Audy, Oldřich Břeněk, Svatopluk Boleloucký, Zdeněk Tesařík. Učil také Karla Högera. Od 1. července 1935 se stal zatímním správcem ústavu a 1. července 1936 byl jmenován ředitelem Státního československého mužského učitelského ústavu v Brně.

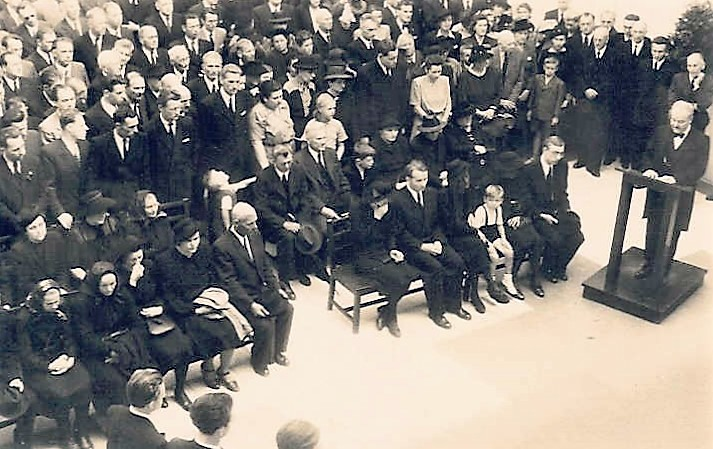
Pohřeb Josefa Staňka 11. července 1947

6. března 1939, v předvečer narozenin prezidenta Masaryka, hlásal neohroženě Masarykovy ideje na veřejných schůzích a povzbuzoval malověrné spoluobčany. Při přednášce v sokolovně v Židenicích byl raněn mrtvicí a vyřazen na půl roku z veřejné a učitelské činnosti. Když se po uzdravení navrátil do školní služby začátkem školního roku 1939/1940, aby v době okupace dále obezřetně vedl správu svěřeného ústavu, byl 19. června 1941 jako nespolehlivý poslán do nucené výslužby.
Po válce byl reaktivován a 16. prosince 1946 byl opět pověřen funkcí ředitele ústavu. Zemřel 7. července 1947. Nad rakví se rozloučili se zesnulým: za profesorský sbor ústavu profesor Josef Růžička, za Moravské kolo spisovatelů docent PhDr Vladimír Stupka, za profesorský sbor gymnázia v Přerově profesor Antonín Koutný, za brněnskou státní hudební a dramatickou konzervatoř bývalý ředitel a hudební skladatel profesor Jan Kunc, za bývalé žáky osvětový inspektor Josef Zejda a za žactvo ústavu žák Milan Motyčka.

### Zájmy
Roku 1914 se spolu s Karlem Haukem ujali redakce Přerovského Obzoru. Při něm vydávali též drobné knižní publikace. První edice „Knihovnička Přerovského obzoru“ (1914–1919) přinesla např. Staňkovu přednášku Jiří Sumín.
Byl aktivním členem Moravského kola spisovatelů (MKS): jednatelem (1925, 1927), jeho předsedou (1930–1936), spolubudovatelem jeho vydavatelského Družstva MKS (předsedou 1930–1936). Redigoval časopis Kolo vydávaný MKS (r. 1930 s Josefem Ciprem). Pravidelně se jako porotce účastnil udělování Moravské zemské literární dotace básníkům a spisovatelům, např. roku 1932 spolu s Arnem Novákem a Čestmírem Jeřábkem rozdělili 15 000 Kč mezi Ondřeje Přikryla, Pavla Finka, Františka Götze a Zdeňka Vavříka.
Ve vydavatelském družstvu „Dědictví Havlíčkovo“ v Brně vedl knižnice: Nový názor (1923–1924), Knihovna středoškolské četby (1928–1932) s Františkem Pulcem a Stanislavem Sahánkem a Knihovna středoškolské četby německé (1929–1939). Přispíval do novin a časopisů, jako byly: Česká osvěta (1924–1925), Hlasy z Hané (1922–1923), Jihočeský přehled (1928), Kolo (1930–1936), Lidové noviny (1920–1944), Listy filologické (1918), Literární kruh (1935), Niva (1921), Pískle v trní (1929), Stan (1929), Vlastivěda střední a severní Moravy (1934–1935).
Působil v Komenského vyšší škole lidové v Brně. Zde r. 1925 přednášel v cyklu „Náboženská myšlenka v české literatuře“; r. 1926 v 15. cyklu „Sociální otázka v české literatuře“; r. 1927 ve 12. cyklu stejného názvu; r. 1928 ve 4. cyklu „Dějiny literatury české střední doby“ a r. 1929 ve 3. cyklu „Dějiny literatury české střední doby. Díl II.“ Přednášel v Českém rozhlase Brno. Např. v letech 1933–1934, v cyklu Knižní novinky z české literatury, přednášel o pracích Karla Elgarta Sokola, Ondřeje Přikryla, Čeňka Kramoliše, Jana Herbena, Raimunda Habřiny, A. C. Nora, V. K. Jeřábka, Františka Horečky, Petra Bezruče, Jana Bárty, Fráni Kopečka a Josefa Koudeláka.
Byl členem astronomické společnosti v Praze a jiných kulturních společností. Politicky se angažoval v letech 1945–1947 v Československé straně národně socialistické.

## Dílo

### Monografie
- Jiří Sumín, přednáška k padesátinám spisovatelky, 1915[27]
- Otokar Březina, studie k padesátinám básníka, spolu s Jaroslavem Durychem, 1918[28]
- Otokar Březina, upravené vydání studie (a záznamem básníkova zápisu ve školní matrice dívčí měšťanské školy v Jaroměřicích), 1929[29]
- Naše národní obrození, stať, 1921[30]
- František Palacký, studie s přehledem literatury a vysvětlením cizích slov, 1922[31]
- J. S. Machar, studie k šedesátinám básníka, 1924[32]
- Giordano Bruno, mučedník římské inkvizice, životopis a překlad ukázek z italštiny, z díla O nekonečném vesmíru a světech, 1924[33]
- Karel Elgart Sokol. Člověk a dílo. Studie s rodokmenem, životopisnými daty, cestami, soupisem tvorby a 16 obrázky, spolu s Antonínem Veselým a básněmi Josefa Cipra a Josefa Chaloupky, 1930[34]
- Přehled československé literatury pro knihovníky. 1930[35]
- Petr Bezruč. Slavnostní proslov při oslavě sedmdesátých narozenin básníkových, pořádané sdruženými korporacemi na Stadiu Sokola Brno I., v pátek dne 8. října 1937[36]
- Vývoj literatury české ve střední a severní Moravě, vyšlo též v časopisu Vlastivěda střední a severní Moravy 2, 1934[37][38]
- Přehled naukové literatury novější doby, vyšlo též v časopisu Vlastivěda střední a severní Moravy 2, spolu s Josefem Krumpholcem, 1935[39][40]

### Překlady
- Jack London: Syn vlkův. Překlad z angličtiny; s úvodem. 1918[41]
- Jack London: Bílý den. Překlad z angličtiny. 1920[42]
- Bedřich Kahn: Mléčná dráha. Autorizovaný překlad z němčiny, s 11 obrázky. 1921[43]
- Charles Darwin: O původu druhů. Překlad a výtah podle anglického vydání z roku 1906 (+ životopis Ch. Darwina). 1923[44]
- Charles Darwin: Původ člověka. Překlad a výtah podle anglického vydání z roku 1906. 1923[45]
- Frederick James Gould: K svobodě a lidskosti. Povídky ze starého i nového světa. Díl první. Překlad z angličtiny. 1928[46]
- James Oliver Curwood: Kočovníci severu. Překlad z angličtiny. 3. vydání roku 1947[47]

### Učebnice
- Dějiny literatury české pro školy střední i soukromé studium, 7 vydání v letech 1923–1940[48]
- Rukověť dějin literatury české pro obecní knihovníky, v letech 1923 a 1930[49]
- Obsahy z literárních děl novočeských. Pro potřebu středních škol i veřejných knihoven, 7 vydání v letech 1927–1936, spolu s Františkem Pulcem a Stanislavem Sahánkem[50]
- Dějiny světové literatury pro školy i soukromé studium, 3 vydání v letech 1932–1934[51]
- Přehled dějin světové literatury pro školy měšťanské, 2 vydání v letech 1934 a 1936[52]
- Německá literatura k maturitě, psaná německy, 2 vydání 1936 a 1940[53]
- Německá mluvnice pro školy i soukromé studium, 2 vydání, druhé 1939[54]
- Příručka k přijímacím zkouškám do učitelských ústavů a odborných škol. Poučení o zkouškách, úkoly z jazyka vyučovacího, 240 příkladů početních a měřických s výsledky. 1936, spolu s Jaromírem Parmou[55]

### Uspořádal a vydal
- František Langer, Josef Kopta, Rudolf Medek: Legionářské povídky. Vybral, opatřil úvodem a poznámkami, 2 vydání v letech 1928 a 1935[56]
- Lidová lyrika československá. Výbor. Vybral, opatřil úvodem a poznámkami,1929[57]
- Výbor z lidové epiky československé a jihoslovanské. Vybral, opatřil úvodem a poznámkami, 2 vydání v letech 1929 a 1937[58]
- Závišova píseň milostná, bibliofilie, doplnil dodatkem a výkladem, 1931[59]
- Karel Hynek Mácha: Máj. Opatřil úvodem a poznámkami, 1932[60]
- Slovanské pohádky. Uspořádal a opatřil úvodem, obrázky doprovodil lužickosrbský malíř Martin Nowak, 1933[61]
- Jan Amos Komenský: Kšaft umírající matky jednoty bratrské. Pro V. třídu středních škol. Vydal, opatřil úvodem a poznámkami. 2 vydání v letech 1935[62] a 1938[63]
- Ruské byliny. Uspořádal výbor pro třetí třídu středních škol. 2 vydání v letech 1935 a 1938[64]
- František Ladislav Čelakovský: Ohlas písní ruských. Opatřil úvodem a poznámkami. 2 vydání, druhé 1936[65]
- Výbor z lyriky Adolfa Heyduka, Jana Nerudy, Josefa Václava Sládka a Jaroslava Vrchlického. Uspořádal a opatřil předmluvou, 1936[66]
- Gottfried Keller. Kleider machen Leute. Vydal pro VII. třídu středních škol. Psáno německy švabachem, 1936[67]
- Johann Peter Hebel: Schatzkästlein des rheinländischen Hausfreundes. Vybral pro IV. a V. tř. středních škol. Psáno německy švabachem, 1936[68]
- Karel Havlíček Borovský. Tyrolské elegie. Král Lávra. Opatřil úvodem a poznámkami. 1937[69]
- Vjačeslav Razumovič-Chmara, Grimasy světové války. Paměti běloruského atamana Chmary. I. část Šalebný svět. Opatřil průvodním slovem. 2 vydání, druhé roku 1938[70]
- Adalbert Stifter: Granit. Vydal pro VI. třídu středních škol. Psáno německy švabachem. 3. vydání 1939[71]

### Články v časopisech
Josef Staněk psal v časopisech (viz výše) o: A. C. Norovi, Antonínu Matulovi, Antonínu Sovovi, Arne Novákovi, Čeňku Kramolišovi, Emilu Dvořákovi, Eugenu Stoklasovi, Fráňu KopečkoviFráňa Kopeček, Františku Červínkovi Františku Horečkovi, Františku Kožíkovi, Františku Neužilovi, Františku Obrtelovi, Františku SekaninoviFrantišek Sekanina, Františku Trávníčkovi Gabriele Preissové, Josefovi Františku Karasovi, Josefovi Svatopluku Macharovi, Janovi Vojtěchu Sedlákovi, Janu Bártovi, Janu Herbenovi, Jindřichu Spáčilovi, Jiřímu Sumínovi, Josefu Ciprovi, Josefu Černochovi, Josefu Doležalovi, Josefu Holému, Josefu Kalusovi, Josefu Koudelákovi, Josefu Merhautovi, Josefu Uhrovi, Karlovi Elgartu-Sokolovi, Karlu Křenovi, Miroslavovi Bedřichu Böhnelovi, Miladě Matulové, Miloši Jirkovi, Ondřeji Přikrylovi, Otokaru Březinovi, Otýnu Břeňkovi, Pavlu Finkovi, Petru Bezručovi, Prokopovi Miroslavu Haškovcovi Stanislavu Cyliakovi, Stanislavu Kovandovi, Svatopluku Čechovi, Viktoru Dykovi Viktorovi Kamilu Jeřábkovi, Vladimíru Mazálkovi, Vojtěchu Martínkovi, Waldemaru Ethenovi a Zdeňku Bárovi.